# Serviès
Serviès ist eine französische Gemeinde mit 591 Einwohnern (Stand 1. Januar 2022) im Département Tarn in der Region Okzitanien. Sie liegt an den Ufern des Flusses Agout. Die Höhenlage beträgt 140 Meter über dem Meer.

## Wappen
Beschreibung: In Silber zwei schwarze Parallelbalken.

## Sehenswürdigkeiten
Sehenswert sind die Ruinen und der Turm des Schlosses von Noailles, das Schloss von Varagnes, die unterirdische Zufluchtsstätte Saint-Pierre-de-Rouzeux und ein imposanter eckiger Taubenschlag so wie die Kirche Saint-Jean-Baptiste (1826), deren Portal (16. Jahrhundert) aus der im Jahr 1828 zerstörten Jakobinerkirche von Castres stammt.